# Rupert Stadler (Theologe)

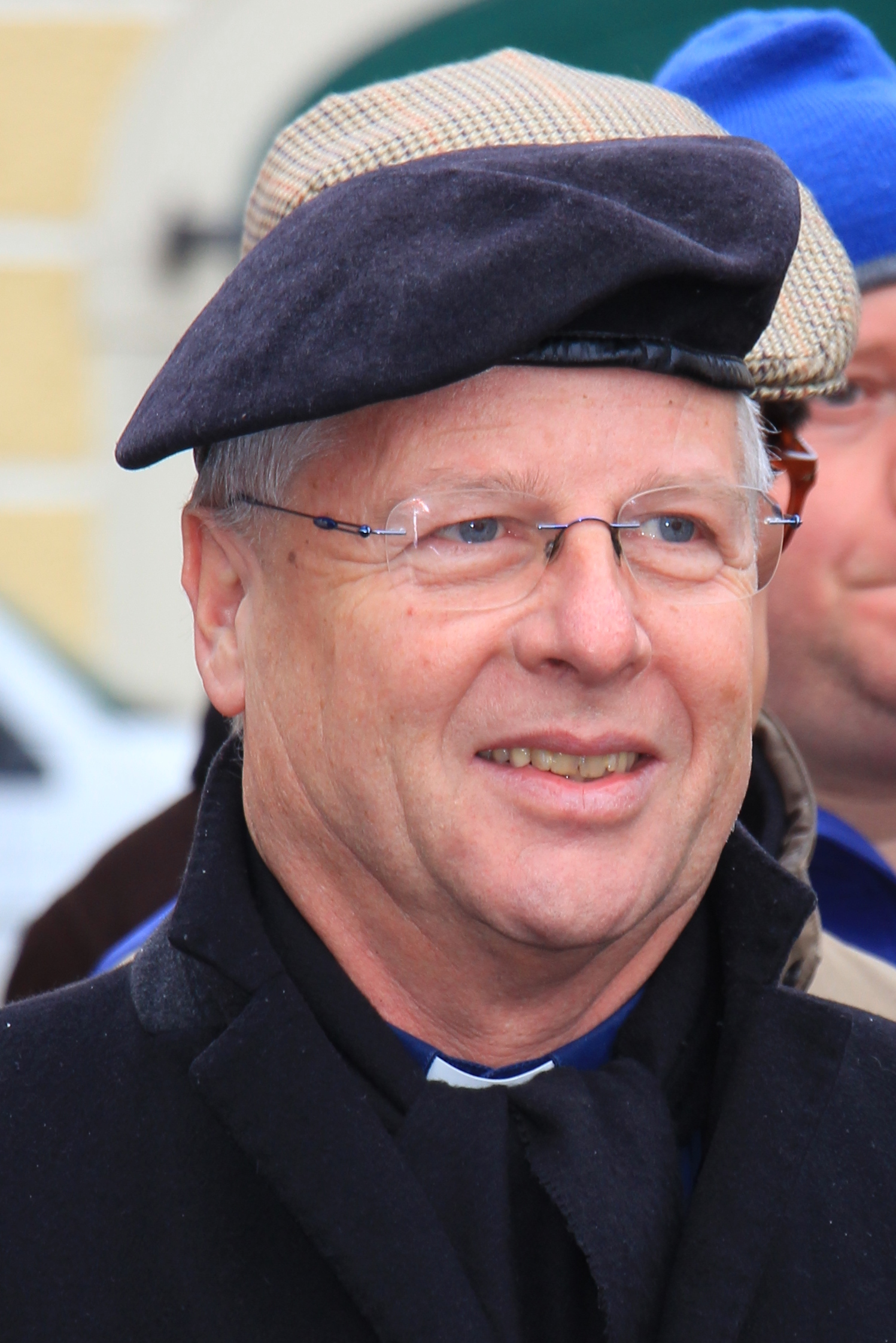
Rupert Stadler 2015

Rupert Stadler (* 1951 in Golling an der Salzach) ist ein österreichischer römisch-katholischer Theologe und Priester.

## Leben
Er besuchte in Golling die Volks- und Hauptschule und von 1966 bis 1972 das Privatgymnasium Borromäum. Er studierte Theologie an der Universität Salzburg und der Universität Wien. Franz Kardinal König weihte ihn 1980 zum Priester.
In den Jahren 1980 bis 1983 war er Kaplan in der Pfarre Breitensee in Wien. In Salzburg promovierte er im Jahr 1986 mit der Dissertation Studentenpastoral. Auswertung einer empirischen Studie in drei Studentenhäusern der Katholischen Hochschulgemeinde Wien. Unter den Professoren Josef Müller und Paul Zulehner war er in den Jahren 1981 bis 1987 Assistent am Institut für Pastoraltheologie der Universität Wien. Studentenseelsorger und Universitätsseelsorger war er in den Jahren 1983 bis 1993.
Im Jahr 1990 wurde er Pfarrer der Pfarre Breitenfurt-St. Bonifaz, im Jahr 2006 auch der Pfarre Breitenfurt-St. Johann Nepomuk. Von 2007 bis 2011 war er Dechant in Perchtoldsdorf. Im Katholischen Familienverband Österreichs war er von 1996 bis 2011 als Geistlicher Beirat tätig.
Von 2011 bis 2016 war Stadler Bischofsvikar für das Vikariat unter dem Wienerwald. Seit Oktober 2017 unterrichtet er Pastoraltheologie an der Hochschule Heiligenkreuz.

## Auszeichnungen
- 2015: Ehrendomherr des Domkapitels des Stephansdoms[1]
- 2017: Silbernes Komturkreuz des Ehrenzeichens für Verdienste um das Bundesland Niederösterreich[2]